# La Bâillonnée

La Bâillonnée est une série de sept courts métrages français réalisés par Charles Burguet et sortis en 1922.
Les épisodes, adaptés d'un roman de Pierre Decourcelle et Paul Rouget paru en 1904, sont intitulés Entre deux haines, La Nuit douloureuse, Les Sans pitié, Le Guet-apens, L'Impossible amour, Un drame en mer et Le Droit de la mer.

## Fiche technique
- Réalisation : Charles Burguet
- Scénario : Pierre Decourcelle, Paul Rouget
- Image : Pierre Trimbach
- Production : Société d'éditions cinématographiques
- Genre : film à épisodes
- Dates de sortie : La Bâillonnée
  - épisode 1, Entre deux haines : 26 mai 1922[1]
  - épisode 2, La Nuit douloureuse : 2 juin 1922[2]
  - épisode 3, Les Sans pitié : 9 juin 1922[3]
  - épisode 4, Le Guet-apens : 16 juin 1922[4]
  - épisode 5, L'Impossible amour : 23 juin 1922[5]
  - épisode 6, Un drame en mer : 30 juin 1922[6]
  - épisode 7, Le Droit de la mer : 7 juillet 1922[7]

## Distribution
- Paul Guidé : le baron de Taverny
- Louis Leubas : le comte Antoine de Revel
- Pierre Fresnay : Raymond Mégret
- Camille Bardou : Paturet
- Berthe Jalabert : Mme Blandin